# Kocadere
Kocadere (türkisch für riesiger Bach) ist ein Dorf im Landkreis Denizli der gleichnamigen türkischen Provinz. Kocadere liegt etwa 16 km nordöstlich der Provinzhauptstadt Denizli. Kocadere hatte laut der letzten Volkszählung 1.035 Einwohner (Stand Ende Dezember 2010).